# Moulin Légaré
 (novembre 2011).
Pour les articles homonymes, voir Légaré.

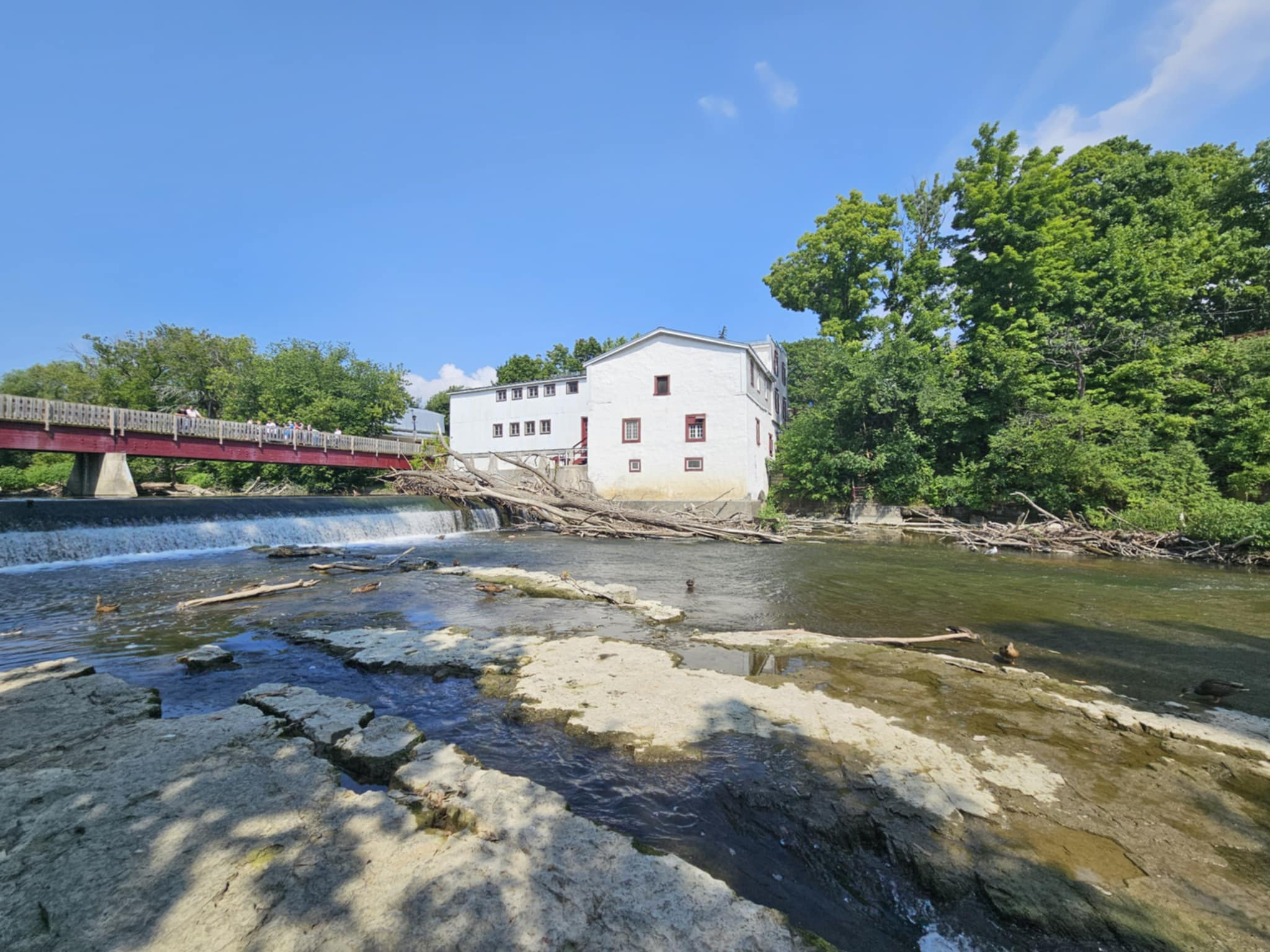
Moulin Légaré, 2024

Le moulin Légaré est un moulin à eau situé à Saint-Eustache du Québec au Canada. Il s'agit du plus ancien moulin à farine actionné par la force de l'eau  en activité au Canada. Il a été classé monument historique en 1976 et désigné lieu historique national du Canada en 2000.

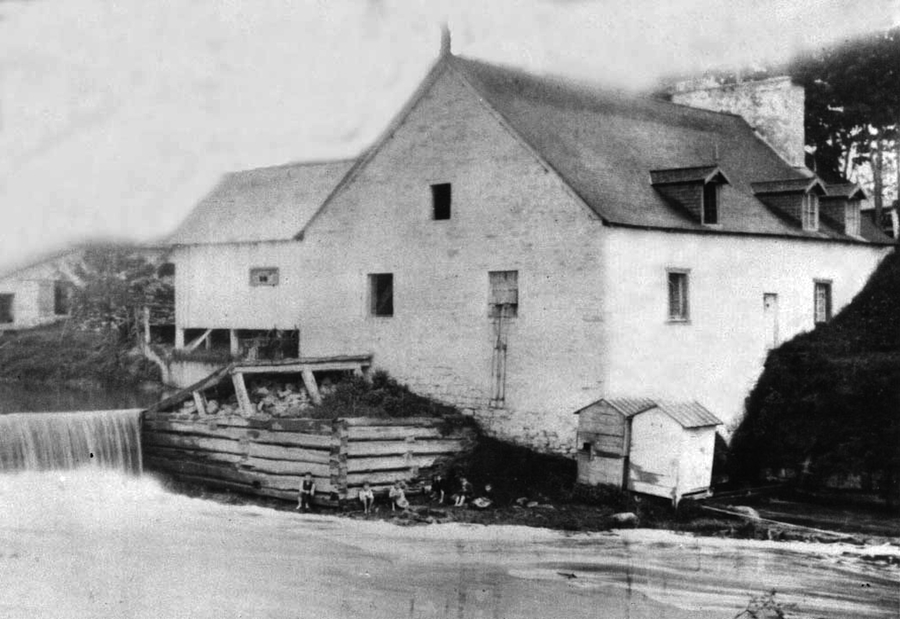
Le moulin Légaré avant 1902

## Contexte
La seigneurie où se trouve Saint-Eustache est pour la première fois concédée à un dénommé Michel Sidrac Dugué de Boisbriand en 1683. Toutefois, le sieur de Boisbriand n'ayant pas rempli les devoirs qui lui étaient incombé (tenir feu et lieu, c'est-à-dire bâtir une habitation et y habiter, construire et entretenir les chemins, bâtir un moulin à farine et finalement, concéder des terres aux colons), on lui retire la seigneurie. Elle est ensuite donnée à ses deux gendres, qui, eux non plus, ne remplissent pas leurs devoirs de seigneur et se voient retirer la seigneurie. Enfin, en 1739, Eustache Lambert-Dumont devient le premier véritable seigneur. C'est lui qui sera à l'origine du début du développement de Saint-Eustache. C'est cependant son fils, Louis-Eustache Lambert-Dumont, qui développera véritablement la seigneurie. Le seigneur Lambert-Dumont concède plusieurs lots et construit d'abord un moulin à farine sur les bords de la rivière du Chêne. Ce moulin, qui prendra plus tard le nom de moulin Légaré, est aujourd'hui le plus ancien moulin mû par la seule force de l'eau en Amérique du Nord à n'avoir jamais arrêté de fonctionner depuis sa mise en service en 1762. Son mécanisme remonte à 1849, lorsque la roue à aubes traditionnelle a été remplacée par trois turbines .
De 1874 à 1902, Charles-Auguste-Maximilien Globensky deviens le propriétaire du moulin et s'associe, en 1896, avec le meunier Magloire Légaré  et le commerçant Euclyde Duquette. Ils fondent ensemble l'entreprise Légaré, Duquette et cie. L'association sera dissoute en 1898. Le moulin sera vendu une première fois en 1902 à Urbain Gagnon, ce dernier ne garde le moulin que 5 ans et le vend au meunier Magloire Légaré en 1907. Le moulin restera dans la famille Légaré (qui lui donnera son nom actuel) jusqu'en 1978, année où la ville de Saint-Eustache en fera  l'acquisition. Au moment de l'acquisition du moulin Légaré, la ville de Saint-Eustache en a confié l'opération, la mise en valeur et l'administration à la Corporation du Moulin Légaré, un organisme à but non lucratif. En 1976, le moulin légaré devient un monument historique classé par le gouvernement du Québec . Le moulin Légaré, désigné lieu historique national du Canada en 1999, est un exemple remarquable de bâtiment protoindustriel du XVIIIe siècle, témoin du développement agricole colonial. Toujours en activité depuis plus de 240 ans, il s’est adapté aux besoins modernes tout en restant largement intact malgré son emplacement en milieu urbain. Le centre d’interprétation du moulin Légaré présente aujourd’hui le fonctionnement des anciens mécanismes et les techniques artisanales utilisées par le meunier pour moudre le blé et le sarrasin avec les meules de pierre d’origine.

## Identification
- Nom du bâtiment : Moulin Légaré
- Adresse civique : 232, rue Saint-Eustache
- Municipalité : Saint-Eustache
- Propriété : Ville de Saint-Eustache

## Construction
- Date de construction : 1762
- Nom du constructeur : François Maisonneuve
- Nom du propriétaire initial : Eustache-Louis Lambert-Dumont

## Chronologie
- Évolution du bâtiment :
  - vers 1880 : on adjoint une scierie
- Autres occupants ou propriétaires marquants :
- Charles-Auguste-Maximilien Globensky propriétaire de 1874 à 1902
- Urbain Gagnon propriétaire de 1902 à 1907
- Magloire Légaré propriétaire à partir de 1907 et ses fils Donat et Philippe jusqu'en 1978
  - 1978 : Ville de Saint-Eustache
- Transformations majeures :
  - vers 1919 : ajout d'un 4e étage en bois

## Liens internes

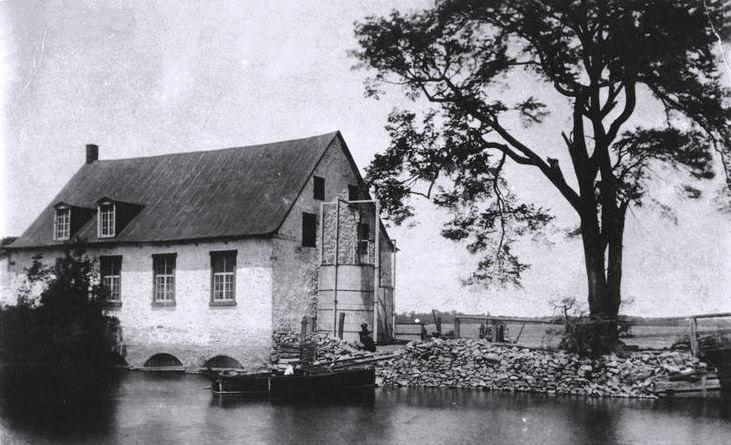
Grand Moulin, 1914. Il fut détruit par un incendie en 1917 et n'existe plus aujourd'hui. Il était situé sur la rivière des Mille Îles dans la ville de Deux-Montagnes. Il était sur la même seigneurie et appartenait au même seigneur que le Moulin Légaré. Ce dernier, toujours actif, est situé sur la rivière du Chêne à St-Eustache.

## Architecture
- en pierre des champs
- 11 mètres de long sur 9 de large
- toit à 2 versants

## Mise en valeur
- Constat de mise en valeur :
- Site d'origine : Oui
- Constat sommaire d'intégrité :
- Responsable :

## Note
Le plan de cet article a été tiré du Grand répertoire du patrimoine bâti de Montréal et de l'Inventaire des lieux de mémoire de la Nouvelle-France.